# Wereldkampioenschappen badminton junioren 2009
De 11e editie van de Wereldkampioenschappen badminton junioren werden in 2009 georganiseerd door de Maleisische stad Alor Setar.

## Individuele wedstrijd

### Medaillewinnaars
| Onderdeel      | 1e plaats                                 | 2e plaats                                | 3e plaats                                       |
| -------------- | ----------------------------------------- | ---------------------------------------- | ----------------------------------------------- |
| Jongens enkel  | Tian Houwei                               | Zainuddin Iskandar Zulkarnain            | Tatsuya Watanabe                                |
| Jongens enkel  | Tian Houwei                               | Zainuddin Iskandar Zulkarnain            | Hsu Jen-Hao                                     |
| Meisjes enkel  | Ratchanok Intanon                         | Porntip Buranaprasertsuk                 | Suo Di                                          |
| Meisjes enkel  | Ratchanok Intanon                         | Porntip Buranaprasertsuk                 | Chen Xiaojia                                    |
| Jongens dubbel | Kah Ming Chooi Yao Han Ow                 | Berry Anggriawan Muhammad Ulinnuha       | Angga Pratama Yohanes Rendy Sugiarto            |
| Jongens dubbel | Kah Ming Chooi Yao Han Ow                 | Berry Anggriawan Muhammad Ulinnuha       | Tin D. Caballes Nipitphon Phuangphuapet         |
| Meisjes dubbel | Tang Jinhua Xia Huan                      | Suci Rizky Andini Tiara Rosalia Nuraidah | Rodjana Chuthabunditkul Sapsiree Taerattanachai |
| Meisjes dubbel | Tang Jinhua Xia Huan                      | Suci Rizky Andini Tiara Rosalia Nuraidah | Poon Lok Yan Tse Ying Suet                      |
| Gemengd dubbel | Maneepong Jongjit Rodjana Chuthabunditkul | Angga Pratama Della Destiara Haris       | Lu Kai Bao Yixin                                |
| Gemengd dubbel | Maneepong Jongjit Rodjana Chuthabunditkul | Angga Pratama Della Destiara Haris       | Liu Peixuan Xia Huan                            |

## Team wedstrijd
| Einduitslag: |                |     |               |     |           |
| Nr.          | Land           | Nr. | Land          | Nr. | Land      |
| Goud         | China          | 9.  | Denemarken    | 17. | Duitsland |
| Zilver       | Maleisië       | 10. | Filipijnen    | 18. | Canada    |
| Brons        | Thailand       | 11. | Rusland       | 19. | Macau     |
| 4.           | Chinees Taipei | 12. | Singapore     | 20. | Sri Lanka |
| 5.           | Indonesië      | 13. | Vietnam       | 21. | Australië |
| 6.           | Japan          | 14. | Engeland      |     |           |
| 7.           | India          | 15. | Frankrijk     |     |           |
| 8.           | Hong Kong      | 16. | Nieuw-Zeeland |     |           |

## Medailleklassement
|   | Land           | Goud | Zilver | Brons | Totaal |
| - | -------------- | ---- | ------ | ----- | ------ |
| 1 | China          | 3    | 0      | 4     | 7      |
| 2 | Thailand       | 2    | 1      | 3     | 6      |
| 3 | Maleisië       | 1    | 2      | 0     | 3      |
| 4 | Indonesië      | 0    | 3      | 1     | 4      |
| 5 | Japan          | 0    | 0      | 1     | 1      |
| 5 | Chinees Taipei | 0    | 0      | 1     | 1      |
| 5 | Hongkong       | 0    | 0      | 1     | 1      |

Jakarta 1992 · 
Kuala Lumpur 1994 · 
Silkeborg 1996 · 
Melbourne 1998 · 
Guangzhou 2000 · 
Pretoria 2002 · 
Vancouver 2004 · 
Incheon 2006 · 
Auckland 2007 · 
Poona 2008 · 
Alor Setar 2009 · 
Guadalajara 2010 · 
Taipei 2011 · 
Chiba 2012 ·
Bangkok 2013 ·
Alor Setar 2014 ·
Lima 2015